# نهر تاناليك
نهر تاناليك ( (بالروسية: Таналык)‏. (بالباشقيرية: Таналыҡ)‏، Tanalıq)، هو نهر في باشكورتوستان وأورنبرغ أوبلاست في روسيا، وهو رافد صحيح لنهر الأورال. النهر 225 كيلومتر (140 ميل) طوله، وتبلغ مساحة حوض الصرف 4,160 كيلومتر مربع (1,610 ميل2). تجمد تاناليك في النصف الثاني من شهر أكتوبر حتى نوفمبر ويظل متجمدًا حتى أبريل. تقع بلدة بايماك على طول نهر تاناليك.
تحتوي هذه المقالة على محتوى مشتق من الموسوعة السوفيتية العظمى، 1969-1978، والذي يعد جزئيًا في المجال العام.